# 平倉站
平倉站（日语：／ Hirakura eki */?）是位於岩手縣遠野市上鄉町平倉，東日本旅客鐵道（JR東日本）的釜石線車站。

## 歷史
在1914年（大正3年）4月18日，岩手輕便鐵道遠野至仙人峠之間開通，此站當時還未啟用。此站於翌年1915年（大正4年）11月23日才啟用。當時軌距為762毫米的特殊狹軌（輕便鐵路）。另外，由於岩手輕便鐵道中間區間的工程嚴峻，因此當初只開於西邊的區間。花卷至仙人峠區間在1915年（大正4年）11月23日才全線開通。
在1936年（昭和11年）8月1日，路線國有化後成為國鐵車站。後來進行了改距軌工程，以符合國鐵標準1,067毫米。後來由於第二次世界大戰戰局惡化，使勞動力與物資不足的情況下，改軌距工程一度暫停。在1948年（昭和23年）9月，Ione颱風（日语：アイオン台風）吹襲下，山田線受到較大傷害，為了早日恢復前往三陸海岸方向的鐵路聯絡，釜石線的工程重開，在12月再次動工。在1950年（昭和25年）10月10日，跨越仙人峠的區間完成，釜石線全線開通。遠野至足瀨之間的改軌距工程也完成，全區間均可使用1,067毫米軌距的列車行走。

### 年表
- 1915年（大正4年）11月23日：車站啟用[3]。
- 1936年（昭和11年）8月1日：岩手輕便鐵道國有化，成為國鐵釜石線車站[1]。
- 1944年（昭和19年）10月11日：隨著國鐵釜石東線開業，路線名稱改名為釜石西線となる[2]。
- 1950年（昭和25年）10月10日：國鐵釜石線全線開通，此站變回釜石線車站。同時改為1,067毫米軌距的工程完成[2]。
- 1987年（昭和62年）4月1日：伴隨國鐵分割民營化，車站由東日本旅客鐵道（JR東日本）營運[2]。
- 2018年（平成30年）6月1日： 遠野站變為業務委託車站，此站由北上站長管理。

## 車站構造
車站是一座地面車站，設有1面1線的單式月台。此站是由北上站管理的無人車站。

## 車站周邊
- 國道340號（日语：国道340号）
- 釜石自動車道 遠野住田交匯處（日语：遠野住田インターチェンジ）
- 早瀨川

## 其他
此站的愛稱為「Monta Dio（世界語）」，意思為山之神。

## 相鄰車站
東日本旅客鐵道（JR東日本）
■釜石線
□快速「濱百合」
通過
■普通
岩手上鄉－平倉－足瀨

## 注腳
1. 1 2 3 4 5 6  《歴史でめぐる鉄道全路線 国鉄・JR》 通卷21號 釜石線、山田線、岩泉線、北上線、八戶線 10頁
2. 1 2 3 4 5 6  《歴史でめぐる鉄道全路線 国鉄・JR》 通卷21號 釜石線、山田線、岩泉線、北上線、八戶線 11頁
3. ↑  「軽便鉄道運輸開始停留場新設並停車場名称変更」『官報』1915年11月27日（國立國會圖書館數碼化資料）

## 外部連結
- 車站資訊（平倉）：東日本旅客鐵道（日語）